# غارهای مونته کاستیو
غارهای مونته کاستیلو، واقع در شهر کانتابریان پوئنتس ویسگو، یکی از مهم‌ترین مکان‌های پارینه‌سنگی در منطقه را در خود جای داده است. این مجموعه غارهای کارستی در دامنه‌های مونته کاستیلو، تپه‌ای در جنوب پوئنتس ویسگو، با ارتفاع ۳۵۴ متر قرار دارد. این مجموعه شامل چهار غار از هجده غاری است که از ژوئیه ۲۰۰۸ تحت عنوان غار آلتامیرا و هنر غارنگاری پارینه‌سنگی در شمال اسپانیا در فهرست میراث جهانی یونسکو ثبت شده‌اند: ال کاستیلو، لاس چیمینه‌آس، لا پاسیگا و لاس مونیداس. علاوه بر این، مجموعه شامل یک غار کوچک‌تر پنجم به نام لا فلچا است. غارها در امتداد رود پاس در کوه کاستیلو قرار دارند، در تقاطع سه دره و نزدیک به ساحل.